# يورغن رولاند
يورغن رولاند (بالألمانية: Jürgen Roland)‏ هو منتج أفلام وكاتب سيناريو وصحفي ومخرج وممثل ألماني، ولد في 25 ديسمبر 1925 بهامبورغ في ألمانيا، وتوفي بنفس المكان في 21 سبتمبر 2007.

## وصلات خارجية
- يورغن رولاند على موقع IMDb (الإنجليزية)
- يورغن رولاند على موقع مونزينجر (الألمانية)
- يورغن رولاند على موقع ألو سيني (الفرنسية)
- يورغن رولاند على موقع ميوزك برينز (الإنجليزية)
- يورغن رولاند على موقع أول موفي (الإنجليزية)
- يورغن رولاند على موقع قاعدة بيانات الأفلام السويدية (السويدية)
- يورغن رولاند على موقع قاعدة بيانات الفيلم (الإنجليزية)
- يورغن رولاند على موقع كينوبويسك (الروسية)